# Rivula polynesiana
Rivula polynesiana är en fjärilsart som beskrevs av George Francis Hampson 1926. Rivula polynesiana ingår i släktet Rivula och familjen nattflyn. Inga underarter finns listade.